# Port Chester
Port Chester is een plaats (census-designated place) in de Amerikaanse staat New York, en valt bestuurlijk gezien onder Westchester County. Port Chester is onderdeel van de Town of Rye met 43.880 inwoners (niet te verwarren met de city Rye).

## Demografie
Bij de volkstelling in 2000 werd het aantal inwoners vastgesteld op 27.867.

## Geografie
Volgens het United States Census Bureau beslaat de plaats een oppervlakte van
6,4 km², geheel bestaande uit land.

## Bekende inwoners
- Jon Alpert, reporter en documentairemaker
- Nick Bianco, Amateur Motocross Racer
- Elliot del Borgo (1938-2013), Amerikaans componist
- Edson Buddle, MLS speler
- Arnold Diaz, journalist voor Fox 5 News
- Meaghan Francella, LPGA speler
- George Gallo, Screenwriter en filmmaker
- Tony Grier, College Basketball/Auteur
- Anthony Hill, Semi-pro wielrenner
- Andre Roy, NHL speler
- Ed Sullivan (1901-1974), entertainer
- Peter Vita (1910-2004), wereldrecordhouder van de langste carrière als kapper